# Jacinto (Vorname)
Jacinto ist ein männlicher Vorname. Die Aussprache ist unterschiedlich im Portugiesischen (ʒɐˈsĩtu) oder im Spanischen (xaˈθinto).

## Herkunft und Bedeutung
Der Name kommt aus dem Griechischen und leitet sich ab von Hyakinthos, einer Gestalt aus der griechischen Mythologie.

## Varianten
Die deutsche Form ist Hyazinth, die englische Hyacinth, die italienische Giacinto, die französische Hyacinthe, die polnische Jacek und die ungarische Jácint.

## Namenstag
Namenstag ist der 17. August. Er geht zurück auf Hyazinth von Polen, einen heiliggesprochenen polnischen Geistlichen aus dem 12. Jahrhundert.

## Namensträger
- Jacinto Benavente (1866–1954), spanischer Dramatiker
- Jacinto Borja (1905–1969), philippinischer Politiker und Diplomat
- Jacinto Callero (* 1945), uruguayischer Fußballspieler
- Jacinto Caamaño (1759–1825?), spanischer Entdecker und Ordensritter
- Jacinto Gimbernard (1931–2017), dominikanischer Geiger und Schriftsteller
- Jacinto Bienvenido Peynado (1867–1940), dominikanischer Politiker, Präsident 1938 bis 1940
- Jacinto Lucas Pires (* 1974), portugiesischer Schriftsteller und Regisseur
- Jacinto do Prado Coelho (1920–1984), portugiesischer Romanist, Lusitanist und Literaturwissenschaftler
- Jacinto Quincoces (1905–1997), spanischer Fußballspieler und -trainer
- Jacinto Verdaguer (1845–1902), spanisch-katalanischer Priester und Dichter
- Jacinto Villalba (1914–?), paraguayischer Fußballspieler

- Jerónimo Jacinto Espinosa (1600–1680), spanischer Maler